# Rete Bibliotecaria di Romagna e San Marino
La Rete Bibliotecaria di Romagna e San Marino è la struttura di coordinamento di tutte le biblioteche delle province di Ravenna, Forlì-Cesena, Rimini e Repubblica di San Marino. È la rete più estesa tra i 97 Poli territoriali del Servizio Bibliotecario Nazionale (SBN).
Detiene un primato: è stata la prima rete bibliotecaria SBN nata in Italia. La rete, infatti, fu inaugurata nell'aprile 1986. Il suo codice SBN è RAV, in quanto le prime biblioteche a farne parte avevano sede nella Provincia di Ravenna.

## Storia
Le procedure e le regole operative furono elaborate negli anni 1983-1986.

Nel marzo 1986, un mese prima dell'inaugurazione ufficiale, resero disponibili in rete i propri cataloghi le biblioteche "fondatrici" del progetto: Classense e Oriani di Ravenna, Manfrediana di Faenza e Trisi di Lugo.
Nel 1989-90 anche i comuni di Cesena, Forlì e Rimini aderirono alla Rete con le loro maggiori biblioteche: Biblioteca Malatestiana, Biblioteca comunale Aurelio Saffi, Biblioteca Civica Gambalunga.

Nel gennaio 1993 il Polo di Ravenna è il primo a connettersi all'Indice nazionale; nel 2006 assume la denominazione di «Rete bibliotecaria di Romagna» con 106 biblioteche afferenti ai territori delle tre province romagnole. Viene creata la rete bibliotecaria scolastica.
Nel 2008, a seguito dell'ingresso nel Polo delle biblioteche sammarinesi, la Rete assume la sua attuale denominazione di «Rete Bibliotecaria di Romagna e San Marino».
Facendo la tessera del prestito in una biblioteca qualsiasi delle tre province romagnole o della Repubblica di San Marino si può accedere ai servizi di qualsiasi biblioteca della Rete. Sono a disposizione dei lettori circa 3.800.000 volumi e un catalogo automatizzato contenente poco più di 2.000.000 di notizie.

Tuttora la Rete di Romagna può «vantare il più elevato numero di terminali e computer a disposizione del pubblico».

## Servizi
Oggi aderiscono alla Rete quasi 200 biblioteche dei seguenti territori:
- Provincia di Ravenna,
- Provincia di Forlì-Cesena,
- Provincia di Rimini,
- Repubblica di San Marino.

Tra queste 26 sono le biblioteche scolastiche aderenti. Il bacino di utenza è di oltre un milione di persone; gli iscritti sono 260.000, quindi circa un quarto dei cittadini.
Servizi online
Da casa, utilizzando il proprio computer collegato a internet, l'utente può:
- leggere la lista dei libri presi in prestito negli ultimi anni;
- fare una richiesta di prestito (dopodiché ha tempo 48 ore per recarsi fisicamente in biblioteca a ritirare il documento);
- prenotare libri che sono fuori in prestito;
- inserire suggerimenti d'acquisto nelle biblioteche in cui è abilitato (desiderata);
- inoltrare richieste di prestito interbibliotecario.

«Scoprirete»
Il servizio, inaugurato il 6 settembre 2010, permette agli utenti di inserire commenti e recensioni ai libri letti e di condividere liste di documenti con altri utenti, in piena ottica web 2.0. «Scoprirete» offre, grazie all'accordo con Google, anche molti riassunti di testi.
Inoltre, è possibile: 
- interrogare le banche dati multidisciplinari "Ebsco" e "Proquest";
- sfogliare le versioni digitali di centinaia di quotidiani e riviste di tutto il mondo tramite la Media Library Online;
- scaricare file musicali legalmente e gratuitamente;
- prendere a prestito di libri in formato elettronico.

Prestito circolante
Gli utenti della rete possono richiedere libri, cd, dvd e riceverli direttamente nella propria biblioteca. Il servizio di condivisione del patrimonio librario e documentario è nato nel 2021, quando erano ancora in vigore le restrizioni dovute alla pandemia di Covid 19, per opera delle biblioteche Trisi di Lugo, Classense e Oriani di Ravenna e Manfrediana di Faenza. Dal 2023 si è allargato coinvolgendo Cesena (Malatestiana), Rimini (Gambalunga), Cervia ("Maria Goia") e Cesenatico.

## Contatti e sedi
Provincia di Ravenna – Servizio sistemi informativi e reti della conoscenza

Ravenna - Via di Roma, 69
Provincia di Forlì-Cesena – Ufficio Beni Culturali

Forlì - Piazza Morgagni, 9
Provincia di Rimini – Unità Organizzativa Beni e Attività Culturali

Rimini - Via Dario Campana, 64
Il coordinamento tecnico della Rete è affidato alla Provincia di Ravenna.